# Gewerkschaft für Beschäftigte im Gesundheitswesen
Die Gewerkschaft für Beschäftigte im Gesundheitswesen (BiG) war eine Spartengewerkschaft für Examinierte, Auszubildende und Hilfskräfte in der Pflege mit Sitz in Radolfzell. Sie existierte von 1991 bis 2009. Die von ihr herausgegebene Mitgliederzeitschrift trug zunächst den Namen Brennpunkt Pflege. Nach der Umbenennung der Gewerkschaft im Jahr 2000 hieß die Zeitschrift Brennpunkt Gesundheit.

## Geschichte
Seit 1986 war der Arbeitskreis der Unterrichtskräfte an Kranken- und Kinderkrankenpflegeschulen Bodensee (AKUBO) aktiv und beschäftigte sich neben inhaltlichen Fragen zum Beruf auch mit der tariflichen Entlohnung von Pflegekräfte und Lehrkräften in der Pflege. Im Jahr 1988 stellte sich der Arbeitskreis im Rahmen von Vorträgen die Frage, ob es für den Pflegeberuf eine eigene Gewerkschaft benötigt, da man sich von der Gewerkschaft ÖTV wenig bis gar nicht ausreichend vertreten sah. Insbesondere der Tarifabschluss im öffentlichen Dienst im Jahr 1989, der in den Pflegeberufen für große Unzufriedenheit sorgte, führte in der Folge zur Gründung der Aktionsgruppe Pflegegewerkschaft e. V. (AGP). Es folgten diverse Gespräche mit vermeintlichen Kooperationspartnern wie z. B. Berufsverbänden und der Gewerkschaften DAG, GÖD, IG Soziales und ÖTV. Letzte verweigerten aber bis zum Schluss eine Zusammenarbeit.
Die Gewerkschaft wurde am 15. Juni 1991 von etwa 100 Beschäftigten in München als Gewerkschaft Pflege gegründet. Hauptinitiator und 1. Vorsitzender der Gewerkschaft Pflege war Winfried Mönig aus Radolfzell. Bereits im ersten Jahr der Gewerkschaft gründeten sich die Landesverbände Bayern und Baden-Württemberg.
Im November 1992 fand der 1. Gewerkschaftstag der Gewerkschaft Pflege in Kassel statt, bei der der geschäftsführende Bundesvorstand vervollständigt wurde und erste Richtlinien einer eigenen Tarifkommission erarbeitet und verabschiedet wurden. Am 11. und 12. Dezember 1993 veranstaltete die Gewerkschaft Pflege einen 1. Pflegekongreß in Karlsruhe mit dem Titel „Von der Berufung zum Beruf“. Kurz nach dem Kongress in Karlsruhe nahm die Tarifkommission ihre Arbeit auf, in der u. a. auch Vertreter von Berufsverbänden mit beratender Stimme beteiligt wurden. Im Oktober 1994 führte sie die ersten Tarifverhandlungen mit einem privaten Arbeitgeberverband, die allerdings scheiterten. Dennoch konnte die Tarifkommission ein erstes Tarif- und Eingruppierungsmodell für Pflegeberufe entwickeln und stellte es im Februar 1995 erstmals der Öffentlichkeit in einschlägigen Fachzeitschriften vor.
Im November 1995 gehörte die Gewerkschaft auch als offizielles Mitglied dem bundesweiten „Runden Tisch Pflegekammer“ an. Im Februar 1996 organisierte die Pflegegewerkschaft ihren ersten Warnstreik in einem Altenheim. In der Folge konnten in der Einrichtung Verbesserungen erzielt werden, so dass die Gewerkschaft auf den Abschluss eines eigenen Tarifvertrages in der Folge verzichtete.
Im Juni 1996 folgte nach vier Jahren der 2. Gewerkschaftstag in Hannover und bestätigte erneut Winfried Mönig als Bundesvorsitzenden. Im Frühjahr 1996 hatte die Gewerkschaft Pflege rund 2.178 Mitglieder. Im gleichen Jahr gründete man den Förderkreis zur Gründung einer Pflegekammer in Baden-Württemberg.
Im Jahr 1998 konnte die Gewerkschaft einen Kooperationsvertrag mit dem Deutschen Bundesverband für Altenpflege (DBVA) erzielen, in der die Gewerkschaft gemeinsame Strategien und intensiven inhaltlichen Austausch festlegten. Eine Zusammenarbeit mit der Gewerkschaft ÖTV (heute verdi) wurde stets von ÖTV Seite abgelehnt, da diese die Gewerkschaft Pflege als Konkurrenz wahrnahm. Der dritte Karlsruher Pflegekongress fand im März 1998 u. a. mit der britischen Pflegewissenschaftlerin Nancy Roper statt. Ein Jahr zuvor, im Jahr 1997, nahm das eigene Bildungsinstitut für Pflege (BIP) seine Arbeit auf. In ersten Seminaren wurden Veranstaltungen zum Umgang mit Stress und Burnout angeboten.
Auf dem 3. Gewerkschaftstag im Oktober 2000 in Hannover wurde die Gewerkschaft Pflege für alle Arbeitnehmer des Gesundheitswesens, der Alten- und der Behindertenhilfe geöffnet und in Gewerkschaft für Beschäftigte im Gesundheitswesen (BIG) umbenannt. Hintergrund der Umwidmung der Gewerkschaft war die Erkenntnis, dass der Tarifabschluss lediglich für eine Berufsgruppe in einer Einrichtung kaum realisierbar war. Deshalb wurde die Gewerkschaft auch für alle anderen Berufsgruppen im Gesundheitswesen geöffnet, um das inzwischen fertiggestellte eigene Tarifwerk (PMTV 2000) für Verhandlungen nutzen zu können. Das Konzept sah eine bessere Bezahlung für qualifiziertes Personal vor, insbesondere für Führungskräfte und eine Flexibilisierung der Arbeitsbedingungen und Arbeitszeit, sowie eine transparente Leistungsbewertung.
Der Gewerkschaft gelang es nie in allen Bundesländern Fuß zu fassen bzw. relevante Tarifabschlüsse zu erzielen. Lediglich in Rheinland-Pfalz und Nordrhein-Westfalen sowie in Hessen konnten neben Bayern und Baden-Württemberg eigene Strukturen zu etablieren. Bis 2009 sank die Mitgliederzahl unter achthundert. Für diesen Fall sah die Gewerkschaftssatzung die Möglichkeit einer Auflösung der BIG vor. Nach vorangegangener Mitgliederbefragung wurde die BIG zum 31. Juli 2009 aufgelöst.
Der Organisationsgrad der Pflegekräfte in Deutschland wird auf 9 % geschätzt, wobei Ver.di die meisten Mitglieder aus dieser Branche hat.